# Aguilar (Pangasinan)
Aguilar è una municipalità di quarta classe delle Filippine, situata nella Provincia di Pangasinan, nella regione di Ilocos.
Aguilar è formata da 16 baranggay:
- Bayaoas
- Baybay
- Bocacliw
- Bocboc East
- Bocboc West
- Buer
- Calsib
- Laoag
- Manlocboc
- Ninoy
- Panacol
- Poblacion
- Pogomboa
- Pogonsili
- San Jose
- Tampac